# Crni jarki
Crni jarki este o arie protejată (sit de importanță comunitară — SCI) din Croația întinsă pe o suprafață de 522,06 ha, integral pe uscat.

## Localizare
Centrul sitului Crni jarki este situat la coordonatele 46°01′06″N 17°09′27″E / 46.018211°N 17.157416°E.

## Înființare
Situl Crni jarki a fost declarat sit de importanță comunitară în iulie 2013 pentru a proteja 2 specii de animale.

## Biodiversitate
Situată în ecoregiunea continentală, aria protejată conține 1 habitat natural: Păduri aluvionare cu Alnus glutinosa și Fraxinus excelsior (Alno-Padion, Alnion incanae, Salicion albae).
La baza desemnării sitului se află mai multe specii protejate de  nevertebrate (2): Euplagia quadripunctaria, fluturele purpuriu (Lycaena dispar).
Pe lângă speciile protejate, pe teritoriul sitului au mai fost identificate 2 specii de plante.